# Tara (Oblast' di Omsk)
Tara è una città della Russia siberiana sudoccidentale (oblast' di Omsk), situata sulla sponda sinistra dell'Irtyš, 302 km a nord del capoluogo Omsk; è il capoluogo del rajon Tarskij, pur essendo amministrativamente autonoma.
La cittadina venne fondata come fortezza poco distante dall'attuale localizzazione (presso la confluenza del fiume Tara) nel 1594, durante l'avanzata dei primi cosacchi in Siberia; per molti decenni fu uno dei più importanti insediamenti russi nella regione siberiana occidentale. Tara ottenne lo status di città nel 1669.